# Жовтень 2001
Жовтень 2001 — десятий місяць 2001 року, що розпочався у понеділок 1 жовтня та закінчився у середу 31 жовтня.

## Події
- 4 жовтня — літак Сибірських авіаліній, що летів з Тель-Авіву (Ізраїль) до Новосибірську (Росія), розбився над Чорним морем.
- 7 жовтня — початок операції «Носоріг» — напад США на Афганістан, в якому брала участь Велика Британія.
- 25 жовтня — Microsoft випускає Windows XP.